# ベゼリ石
ベゼリ石（ベゼリせき、べゼリアイト、ベゼライト、英: Veszelyite）は、リン酸塩鉱物に属する鉱物の1つ。(Cu,Zn)2Zn(PO4)(OH)3 · 2H2Oという化学組成を持つ、単斜晶系の鉱物である。

## 名称
ベゼリ石は明治時代にルーマニアで発見され、その地で「ベゼリアイト」と名付けられた。「ベゼリ」という名はベゼリ石を発見したハンガリーの鉱山技師、ベゼリに由来するものである。
ルーマニアでの発見と同時期に日本の秋田県協和町に所在していた鉱山、荒川鉱山でもベゼリアイトが発見され、荒川石と名付けられた。
荒川石が発見された当初、ベゼリアイトと荒川石は別の鉱物だと信じられていたが、後の研究によってベゼリアイトと荒川石は同一の鉱物であったことが判明した。
昭和中期、日本の岐阜県でもベゼリアイトが発見され、神岡石と名付けられた。

## 産出地
- 日本
  - 秋田県 協和町 荒川鉱山[6] - 明治時代に発見[4]。荒川石と名付けられた[1][4]。
  - 岐阜県 飛騨市 神岡鉱山[6] - 昭和中期に発見[4]。神岡石と名付けられた[4]。
- チリ
  - アタカマ州 ワスコ（英語版） バイェナル（英語版）Mi Fiel Rosita鉱山[6]
- 中国
  - 雲南省 Laochang鉱山[6]
  - 雲南省 Sanguozhuang[6]

など。